# Thahiri
Thahiri är en variant av islam skild från den shiitiska och sunnitiska varianten. Thahiri är även en rättsskola (madhhab) och är en av de åtta vars giltighet erkänns i Ammanbudskapet.